# Silvia Covolo
Silvia Covolo, née le 11 octobre 1981 à Marostica (Italie), est une femme politique italienne.

## Biographie
Silvia Covolo naît le 11 octobre 1981 à Marostica.
Elle est élue députée lors des élections générales de 2018.